# Yên Hậu Hoàn công
Yên Hoàn công (chữ Hán: 燕桓公; trị vì: 372 TCN-362 TCN), hay còn gọi là Yên Hậu Hoàn công (燕後桓公), để phân biệt với vị vua thứ 20 là Yên Tiền Hoàn công trước đây, là vị vua thứ 35 hoặc 36 của nước Yên – chư hầu nhà Chu trong lịch sử Trung Quốc.
Sử sách không ghi rõ quan hệ giữa Yên Hậu Hoàn công và vị vua trước là Yên Hậu Giản công/Yên Ly công và không chép rõ các sự kiện liên quan đến nước Yên trong thời gian ông ở ngôi.
Năm 362 TCN, Yên Hậu Hoàn công mất. Ông ở ngôi được 11 năm.
Yên Hậu Văn công được lập lên ngôi. Sử sách không ghi rõ quan hệ giữa Yên Hậu Hoàn công và Yên Hậu Văn công.